# Jakob Bilz

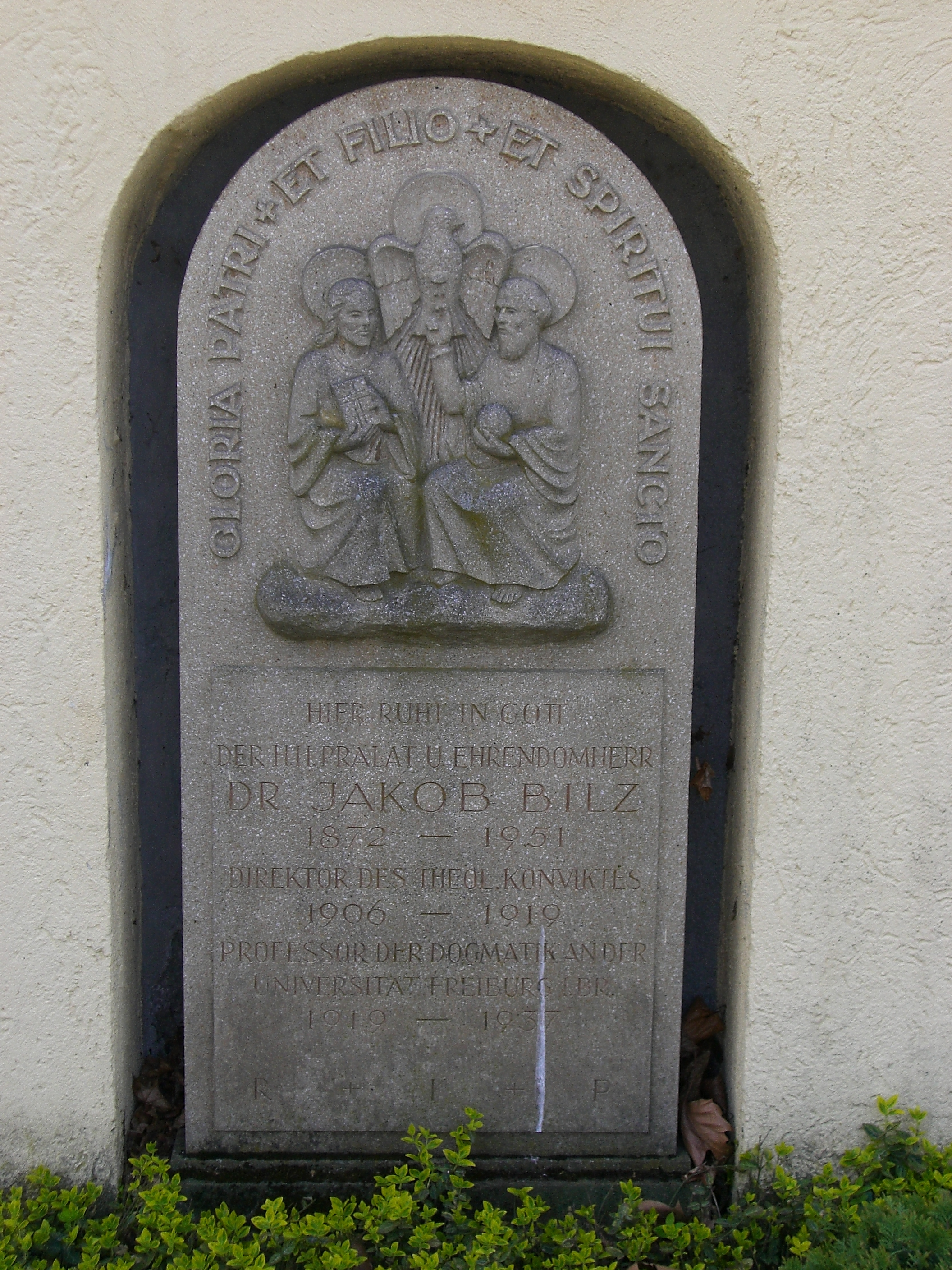
Grabstätte von Jakob Bilz auf dem Hauptfriedhof Freiburg im Breisgau

Jakob Bilz (* 4. März 1872 in Unterliederbach; † 2. Juni 1951 in Freiburg im Breisgau) war ein deutscher katholischer Priester und Theologe.

## Leben
Jakob Bilz besuchte von 1878 bis 1886 die Domschule Frankfurt. Nach Lehrzeit als Lithograph und Privatunterricht wurde er in das Gymnasialkonvikt Tauberbischofsheim aufgenommen, das er von 1888 bis 1893 absolvierte. Ab 1893 studierte er Theologie in Freiburg und im Priesterseminar im Kloster St. Peter auf dem Schwarzwald. Nach der Priesterweihe 1897 studierte er von 1899 bis 1901 an der Gregoriana in Rom, unter anderem bei Louis Billot. Während seines Romstudiums lebte er im Priesterkolleg Santa Maria dell’ Anima. Nach der Promotion 1906 zum Dr. theol. in Freiburg im Breisgau bei Carl Braig war er von 1906 bis 1920 Direktor des Theologischen Konvikts in Freiburg im Breisgau.
1914 wurde Bilz Privatdozent und 1917 außerplanmäßiger Professor an der Universität Freiburg. 1920 ernannte ihn die Universität zum „persönlichen Ordinarius“. Von 1919 bis zur Emeritierung 1937 lehrte er auf dem Lehrstuhl für Dogmatik und Theologische Propädeutik in Freiburg im Breisgau.
Jakob Bilz starb an den Folgen eines Verkehrsunfalls.

## Schriften (Auswahl)
- Die Trinitätslehre des hl. Johannes von Damaskus. Mit besonderer Berücksichtigung des Verhältnisses der griechischen zur lateinischen Auffassungsweise des Geheimnisses. Paderborn 1909.
- Die Ehe im Lichte der katholischen Glaubenslehre. Freiburg im Breisgau 1918.
- Einführung in die Theologie. Theologische Enzyklopädie. Freiburg im Breisgau 1935.